# Ко Соён
Ко Соён (кор. 고소영; 6 октября 1972, Сеул, Южная Корея) — южнокорейская актриса.

## Биография
Ко Соён родилась 6 октября 1972 года в Сеуле (Южная Корея).

## Карьера
Ко Соён снимается в кино с 1992 года. Стала известной благодаря роли в фильме Beat, особенно среди южнокорейских школьников . В 2001 году получила приз Grand Bell Awards за лучшую женскую роль.

## Личная жизнь
С 2 мая 2010 года Ко Соён замужем за актёром Чан Дон Гоном (род.1972), с которым она встречалась 3 года до их свадьбы. У супругов есть двое детей — сын Чан Мин-джун (род.04.10.2010) и дочь, чьё имя неизвестно (род.25.02.2014).